# Пустиннікова Ірина Сергіївна
Пустиннікова Ірина Сергіївна (псевдо Blacky Kamienczanka; нар. м. Кам'янець-Подільський) — українська журналістка, краєзнавиця, мандрівниця, фотохудожниця.

## Життєпис
Автор найстарішого краєзнавчого сайту «Замки та храми України».
Сайт було створено приблизно влітку 2001 року на сервері «Народ.ру» на російському домені. . Як розповідає Ірина, вона створила цей сайт за порадою львівського геральдиста Валерія Напіткіна. .
Але вже 2005 року сайт перенесено на український домен.
За словами Ірини, вона має фах викладача англійської мови, у студентські роки займалася репетиторством.
З 2006 року пише книги, основою для яких стали її подорожі. Стала одноосібною авторкою майже усіх книг, але при виданні деяких з них залучала співавторів.
Зокрема, 2006 року стала співавторкою видання Сергія Удовіка "Україна: 100 визначних місць: Фотокнига".
Крім того, під назвою "Середньовічні замки Європи. Ілюстрована енциклопедія" у співавторстві з Пустинніковою опублікувала 2010 року в харківському видавництві "Мікко-Сервіс" дитяча письменниця Безпалова Наталія Юріївна - вчителька початкових класів з Харкова, краєзнавець-мистецтвознавець, автор виданих 2002 та 2007 років в серії "Дитяча енциклопедія" книг-довідників "Архітектура".

## Доробок
Публікувалася в журналах «Мир туризма», «Карпати», «Фокус», «Панорама», «Світ Карпат», «Большая прогулка», місцевої та всеукраїнської преси.
Учасниця кількох фотовиставок в Україні та однієї в Бразилії.
Проілюструвала:
- другий том «Парафії, костели та каплиці: Івано-Франківська, Тернопільська та Чернівецька області» (2006)
- «Україна. 100 визначних місць» (2006)
- «Мистецька спадщина домініканського ордену на території України XVII—XIX ст.» (2007)
- «Замки України в шкільних щоденниках»
- «Країна замків і фортець» (2007)
- «Західна Україна» (2007)
- «П'ять шляхів зі Львова» (2007)
- «Чарівна Україна» (2008)
- «Удивительная Украина» (2008, рос)
- «Ukraine. Travel guide» (2008, англ)
- «Два береги Збруча» (2008)
- «Історія Русі-України» (2010)

Книги
- Забуті парки, старі фільварки: мандрівка палацами України. Київ: Портал, 2024
- Карпати. Коротка історія мандрів (2024)[7]
- Пінзель. Фантазія на тему біографії (2023)[8]
- Буковина (2020)
- Кам'янець-Подільський. Хотин (2020)
- Буковинські маланки (2018)
- Резиденція митрополитів Буковини і Далмації (2017)
- Буковинська маланка (2014)
- Україна. Путівник (2011)
- Закарпатье. Путеводитель (2011, рос)
- Украина (2010, рос)
- Середньовічні замки Європи (2010)
- Вісімдесят три святині Тернопілля (2010)
- Україна. 101 стародавній замок (2009)
- Україна. 101 величний храм (2009)
- Україна. 101 славетне місто (2009)
- Вісім мандрівок Буковиною (2009)
- Буковина: путівник. Докладно і захоплююче (2009)
- Україна. Усе, що варто побачити (2009)
- Украина. Крепости, замки, дворцы (2009)
- Закарпатська область (2008)
- Закарпаття туристичне (2008)
- Чернівці для небайдужих (2006)

Інші публікації
- Нові проблеми старих храмів [Архівовано 27 квітня 2020 у Wayback Machine.], УП. Історична правда, 16 квітня 2020 р.
- Два ювілеї на журавлиних крилах, Культура і життя, 17 січня 2020 р.
- Schola Militaria-2019. Як реконструктори повернули Кам'янець у XVII ст. ФОТО. ВІДЕО, УП. Історична правда, 23 вересня 2019 р.
- Горщики, з яких їли 3 тисячі років тому [Архівовано 17 квітня 2021 у Wayback Machine.], УП. Історична правда, 16 вересня 2019 р.
- Давній Рим у буковинській глибинці [Архівовано 7 лютого 2020 у Wayback Machine.], УП. Історична правда, 5 вересня 2019 р.
- «Остання столиця», або як Кам'янець на три дні повернувся в минуле [Архівовано 9 травня 2021 у Wayback Machine.], УП. Історична правда, 27 серпня 2019 р.
- Покровитель пожежників, який кілька років стояв без голови [Архівовано 13 червня 2021 у Wayback Machine.] // Gazeta.ua, 30 травня 2017 р.
- Від Сатанова до Чорткова година дороги [Архівовано 11 квітня 2021 у Wayback Machine.], Gazeta.ua, 20 листопада 2007 р.
- Рихтенський замок звели п'ятсот років тому [Архівовано 30 червня 2019 у Wayback Machine.] // Gazeta.ua, 19 жовтня 2007 р.

## Нагороди та відзнаки
- перше місце на конкурсі «Відлуння віків» — за сайт «Замки та храми України»
- журнал «Книжник Review» визнав «Замки та храми України» найкращим туристським інет-ресурсом України[9]
- IV місце на Львівському форумі видавців в номінації «Краєзнавча і туристична література» — за серію книг «Україна. 101 стародавній замок», «Україна. 101 величний храм» «Україна. 101 славетне місто» (2009)[6]
- персональний приз членів журі на Львівському форумі видавців — за книгу «Середньовічні замки Європи» (2010)[6]